# Вільгельм Цан
Вільгельм Цан (нім. Wilhelm Zahn; 29 липня 1910, Ебенсфельд — 14 листопада 1976) — німецький офіцер-підводник, корветтен-капітан крігсмаріне.

## Біографія
1 квітня 1930 року вступив на флот. З 26 листопада 1938 по 21 січня 1940 року — командир підводного човна U-56, на якому здійснив 5 походів (разом 70 днів у морі), з 28 серпня 1941 по 31 березня 1942 року — U-69, на якому здійснив 3 походи (разом 126 днів у морі).
Всього за час бойових дій потопив 2 кораблі загальною водотоннажністю 3452 тонни і пошкодив 1 корабель водотоннажністю 3829 тонн.
| Date          | Назва корабля             | Тип               | Тоннаж | Вантаж            | Екіпаж | Загинули | Країна             | Конвой |
| ------------- | ------------------------- | ----------------- | ------ | ----------------- | ------ | -------- | ------------------ | ------ |
| 2 грудня 1939 | Eskdene (пошкоджений)     | Торговий пароплав | 3,829  | Деревина          | 29     | 0        | Британська імперія | HN-3   |
| 3 грудня 1939 | Rudolf                    | Торговий пароплав | 2,119  | 2760 тонн вугілля | 23     | 9        | Швеція             |        |
| 23 січня 1940 | Onto (підірвався на міні) | Торговий пароплав | 1,333  | Баласт            | 20     | 0        | Фінляндія          |        |

## Звання
- Кандидат в офіцери (1 квітня 1930)
- Морський кадет (10 жовтня 1930)
- Фенріх-цур-зее (1 січня 1932)
- Оберфенріх-цур-зее (1 квітня 1934)
- Лейтенант-цур-зее (1 жовтня 1934)
- Оберлейтенант-цур-зее (1 червня 1936)
- Капітан-лейтенант (1 квітня 1939)
- Корветтен-капітан (1 квітня 1943)

## Нагороди
- Медаль «За вислугу років у Вермахті» 4-го класу (4 роки)